# Mausolée Sidi Ali Chiha
Le mausolée Sidi Ali Chiha est une zaouïa tunisienne située sur la rue de la Paix, dans le quartier de Halfaouine, au nord de la médina de Tunis.

## Histoire
Élevée au milieu du XIXe siècle, la zaouïa est consacrée à la tariqa des Aïssawas et a constitué jadis son plus grand lieu de rassemblement en Tunisie ; elle porte le nom du cheikh de la tariqa (chef de la tariqa) Sidi Ali Chiha. La construction de l'édifice, réalisée entre 1852 et 1857, est le fait du ministre husseinite Mustapha Khaznadar qui vouait une grande dévotion au chef spirituel de la tariqa.

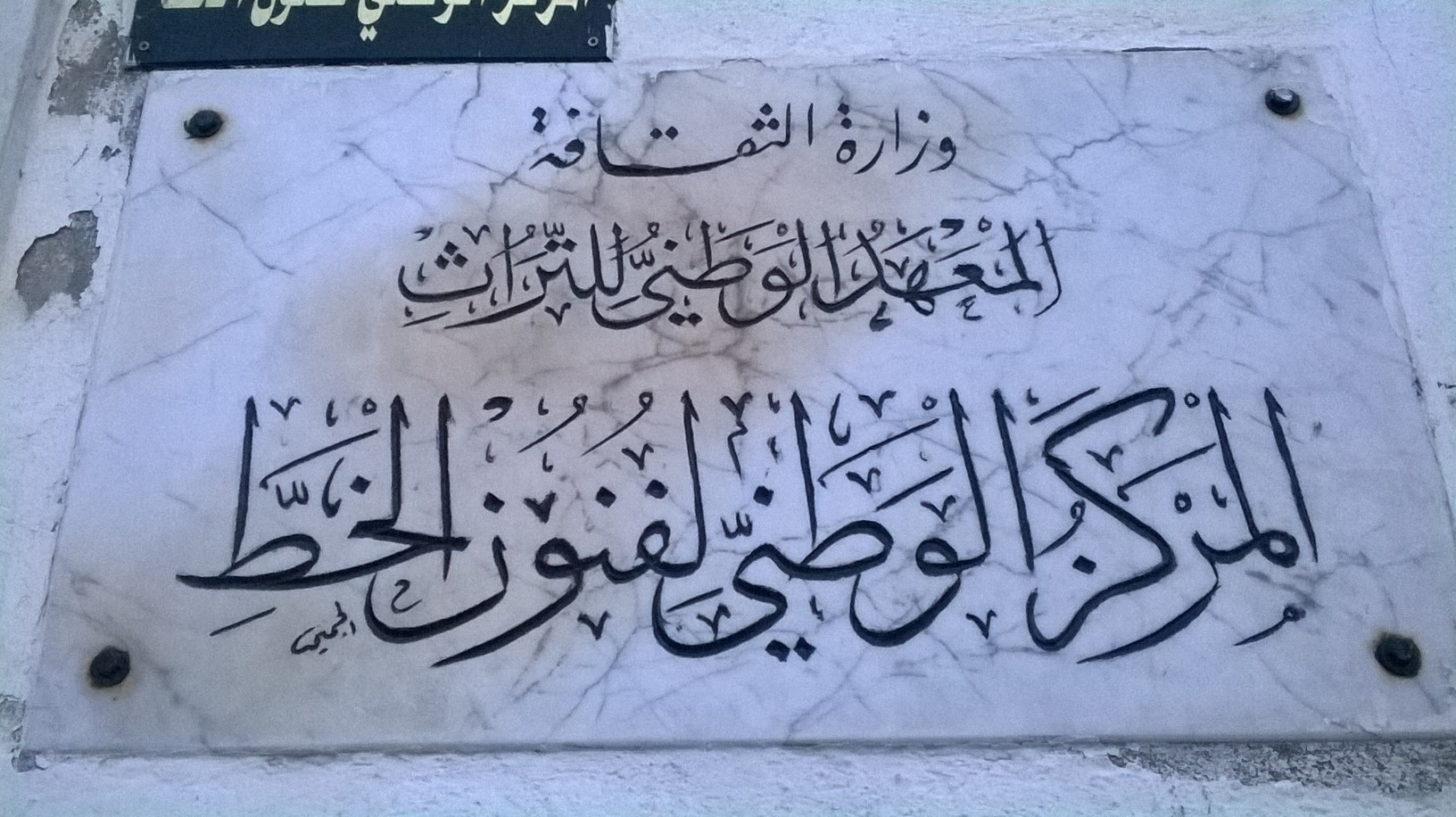
Plaque en marbre indiquant le Centre national de la calligraphie.

Le monument, entièrement restauré en 1995, a abrité durant des années le Centre national de la calligraphie.

## Description
L'entrée du monument se fait par une porte monumentale, ouvrant sur un vestibule, surmonté d'une coupole plate dite « dos de tortue » revêtue de stucs d'influence ottomane, qui mène directement au patio. Ce dernier, de forme rectangulaire, est entouré sur les quatre côtés de portiques à arcs outrepassés reposant à l'origine sur des colonnes remplacées par la suite par des piliers.
La vaste salle, qui abrite la sépulture de Sidi Ali Chiha ainsi que celles de certains membres de sa famille, se distingue par la richesse de sa décoration : céramiques tapissant les murs et surtout coupoles. La plus importante d'entre elles, soigneusement ornée de stucs à motifs de vases stylisés d'inspiration ottomane, constitue une voûte semblable à celle du mausolée Sidi Mahrez ou à celle du Tourbet El Bey. La coupole principale est bordée sur ses deux côtés gauche et droit par deux coupoles qui sont également ornées d'un riche décor de stucs ; elles reposent sur deux énormes contreforts recouverts de marbre ainsi que sur des demi-colonnes encastrées dans les murs.